# دانائه ۶۱
سیارک ۶۱ (به انگلیسی: 61 Danae) شصت و یکمین سیارک کشف شده‌است که در ۹ سپتامبر ۱۸۶۰ و در پاریس کشف شد.
قدر مطلق سیارک برابر ۷٫۶۸ است.